# Кузьмичёва, Павла Александровна
Павла Александровна Кузьмичёва (Кузмичёва) (23 февраля 1904 год, Владимирская губерния — 9 августа 1980 года, Ивановская область) — советская колхозница, Герой Социалистического Труда (1950).

## Биография
Родилась 23 февраля 1904 года в крестьянкой семье в селе Истомиха Владимирской губернии (сегодня – Юрьевецкий район Ивановской области). В 1930 году вступила в сельскохозяйственную артель, которая позднее была преобразована в колхоз «Победа» Пучежского района. В 1934 году была назначена звеньевой льноводческого звена.  
В 1948 году льноводческое звено под руководством Павлы Кузьмичёвой собрало по 4 центнера семян льна с каждого гектара. В 1949 году льноводческого звена собрало волокно льна по 7, 22 центнера и семян льна по 7,65 центнеров с участка площадью 2 гектара. За этот доблестный труд она была удостоена в 1950 году звания Героя Социалистического Труда. 
В 1949 и 1950 годах участвовала во всесоюзной выставке ВДНХ. Проработала в колхозе «Победа» до выхода на пенсию. 
Проживала в селе Крестьянское. Скончалась 9 августа 1980 года и была похоронена на сельском кладбище села Крестьянское.

## Награды
- Герой Социалистического Труда — Указом Президиума Верховного Совета от 9 июня 1950 года (медаль № 5068);.
- Орден Ленина (09.06.1950);
- Орден Трудового Красного Знамени (12.03.1949).

## Источник
- Герои Социалистического Труда – горьковчане, Книга 2, Горький, 1986.